# Palliduphantes gypsi
Palliduphantes gypsi és una espècie d'aranya araneomorfa de la família dels linífids (Linyphiidae). Fou descrita per primera vegada l'any 2003 per Ribera & De Mas & Barranco.
És una espècie cavernícola endèmica de la província d'Almeria; es va trobar a les coves de Sorbas (Almeria). La femella holotip fa 2,22 mm.